# 백정림
백정림 (1978년 ~)은 대한민국의 배우이다.

## 프로필
- 가족사항 : 1남 1녀 중 장녀

## 출연작

### 영화
- 《옥희의 영화》 홍상수 감독 (2010년)… 주문을 외울 날 - 백혜림 역
- 《원 나잇 스탠드》 민용근, 이유림, 장훈 감독 (2010년)… Episode 2 - 후배 애인 역
- 《내 청춘에게 고함》 김영남 감독 (2006년)… segment 김 병장 - 지은 역
- 《뫼비우스의 띠 - 마음의 속도》 이영재 감독 (2004년) ※ 단편 영화
- 《히치하이킹》 최진성 감독 (2004년)… 여자2 역
- 《1.3.6》 장진, 이영재, 송일곤 감독 (2004년)… segment 뫼비우스의 띠 - 차녀 역
- 《바람난 가족》 임상수 감독 (2003년)… 김연 역
- 《와니와 준하》 김용균 감독 (2001년)… 동화부원 역

## 일화
- 영화 《바람난 가족》의 임상수 감독은 연기경력이 거의 전무한 백정림을 과감하게 캐스팅했다. 극중 등장 인물인 김연과 외모는 완전히 동일하며 분위기도 흡사했기 때문이였다.